# Bergsingelkerk
De Bergsingelkerk is een in 1913 door architect Tjeerd Kuipers ontworpen kerk. Deze gereformeerde kerk ligt in het midden van de wijk Liskwartier in Rotterdam op de hoek van de Bergsingel en de Bergselaan. 

## Architectuur
De kerk valt op door haar forse contouren. Ze is gebouwd als kruiskerk, waarbij de plattegrond grotendeels de contouren van het beschikbare stuk grond volgt. 
De kerk is gebouwd in een door het werk van H.P. Berlage beïnvloede rationalistische stijl met kenmerken van jugendstil.

## Geschiedenis
Op 2 juni 1914 werd de eerste steen gelegd door ds. J.H. Landwehr en op 8 april 1915 werd het gebouw in gebruik genomen.
Het meest indrukwekkend van de kerk is de voorgevel met de twee torens. Er was tevens ruimte voor luidklokken, maar het gebrek aan financiën verhinderde dat direct tot aanschaf kon worden overgegaan. Pas in 1954 was voldoende geld beschikbaar om een viertal klokken aan te schaffen.
De grootste klok weegt 420 kg en heeft een diameter van 86 cm; de tweede klok weegt 250 kg en heeft een diameter van 72 cm; de derde klok weegt 175 kg en heeft een diameter van 64 cm; de vierde klok weegt 110 kg en heeft een diameter van 54 cm. De klokken zijn opgehangen in een gecombineerde luidstoel, voorzien van elektrische luidinrichtingen.
In 1955 werden de door de firma Van Bergen te Heiligerlee gegoten klokken aangebracht.
Na een lange discussie over de toekomst van het kerkgebouw, kreeg het uiteindelijk op 5 mei 2000 de status van gemeentelijk monument. Er was onder meer geopperd om het om te vormen tot een moskee, tot een bejaardentehuis, of om het helemaal te slopen.
Allerheiligst Hart van Jezuskerk ·
Allerheiligste Verlosserkerk ·
Andreaskerk ·
Anglicaanse kerk Rotterdam ·
Arminiuskerk ·
Bergsingelkerk ·
Boezemsingelkerk ·
Bosjeskerk · 
Breepleinkerk ·
Deense Zeemanskerk ·
Engelse Zeemanskerk ·
Franse kerk ·
Grieks-orthodoxe kathedraal van Sint-Nicolaas ·
Grote kerk ·
Hillegondakerk ·
Hoflaankerk ·
Julianakerk ·
HH. Laurentius- en Elisabethkathedraal ·
 Koninginnekerk ·
Lourdeskerk ·
Lutherse kerk ·
Maranathakerk ·
Nieuwe Zuiderkerk ·
Noorse Zeemanskerk ·
Oosterkerk ·
Oude kerk Charlois ·
Oude of Pelgrimvaderskerk ·
Paradijskerk ·
Pauluskerk ·
Petrus' Bandenkerk ·
Putsepleinkerk ·
Russische-orthodoxe kerk Rotterdam ·
St. Mary's Church (Engelse kerk) ·
Schotse Zeemanskerk ·
Sint-Agathaklooster ·
Sint-Hildegardis en Antoniuskerk ·
Sint-Ignatiuskerk ·
Sint-Laurenskerk ·
Sint-Lambertuskerk ·
Sint-Rosaliakerk ·
Stieltjeskerk ·
Synagoge Boompjes ·
Waalse Kerk ·
Westerkerk ·
Wilhelminakerk ·
Zuiderkerk ·
Zweedse Zeemanskerk